# Пінон тиморський
Пі́нон тиморський (Ducula cineracea) — вид голубоподібних птахів родини голубових (Columbidae). Мешкає в Індонезії і Східному Тиморі.

## Опис
Довжина птаха становить 39-43 см. Довжина хвоста становить 14,5-15,7 см. довжина крила 21,5-22,2 см, довжина дзьоба 14-19 мм. Голова темно-сіра, шия дещо світліша. Верхня частина тіла темно-сіра або чорнувато-бура, верхні покривні пера крил і пера на спині мають зелений відблиск. Махові пера мають світлі охристі края. Хвіст чорнувато-бурий. Горло і груди бордові, груди мають сіруватий відтінок. Живіт дещо світліший, має коричнюватий відтінок. Боки і стегна світло-коричнюваті. Гузка коричнювате, нижні покривні пера хвоста тьмяно-сірі. Райдужки темні, дзьоб чорний. У молодих птахів крила мають каштаново-коричневі края, зелений відблиск спини у них відсутній, хвіст коричневий, пера на хвості мають рудувато-коричневі кінчики.

## Поширення і екологія
Тиморські пінони мешкають на островах Тимор і Ветар. Вони живуть у вологих гірських тропічних лісах і в сухих тропічних лісах. На Тиморі зустрічаються на висоті від 600 до 2200 м над рівнем моря, на Ветарі на висоті до  930 м над рівнем моря. Живляться плодами.

## Збереження
МСОП класифікує стан збереження цього виду як близький до загрозливого. З оцінками дослідників, популяція тиморських пінонів становить від 6 до 15 тисяч птахів. Їм загрожує знищення природного середовища.